# Pi Chanai
Pi chanai (thailändisch ปี่ไฉน) ist ein Doppelrohrblattinstrument mit einer leicht konischen Holzröhre und einem breiten Schallbecher aus Metall, das heute nur noch selten bei Prozessionen gespielt wird.

## Herkunft
Die pi chanai gehört zu den im persischen Raum entstandenen Kegeloboen, die sich zumeist mit einer Variante des persischen Namens surnai über Indien '(shehnai) bis nach Sumatra (srunai oder serune) und über Zentralasien bis nach China (suona) ausgebreitet haben. Chanai könnte vom indischen Wort shehnai abgeleitet sein. Ähnliche Instrumente von der Form und der musikalischen Aufgabe sind in den Nachbarländern die hne in Myanmar und die sralai klang khek in Kambodscha.
In alten Thai-Schriften werden pi genannte Oboen ab dem 13. Jahrhundert im Sukhothai-Reich erwähnt. Pi ist in Thailand und Laos entsprechend pey in Kambodscha die Sammelbezeichnung für mehrere Blasinstrumente, die zur Klangerzeugung meist ein Doppelrohrblatt/Vierfachrohrblatt oder eine Durchschlagzunge besitzen. Die pi mit Rohrblättern wurden vermutlich zusammen mit dem Schneckenhorn sang und einer Horntrompete bei königlichen Zeremonien eingesetzt. In späterer Zeit marschierten bei Beerdigungsprozessionen pi-chanai-Spieler als musikalische Leiter vor den Spielern der zylindrischen Doppelfelltrommel glawng khaek. Pi chanai werden von Thai gespielt, die Minderheitenvölker Thailands im Norden und Osten haben eigene Oboen mit anderen Namen. Charakteristisch für die meisten asiatischen Oboen ist ihre ursprüngliche Verwendung im Freien bei Prozessionen, Trauerfeiern und Hochzeiten.

## Bauform
Die pi chanai besteht aus einem leicht konischen Melodierohr lao pi (เลาปี่) aus Hartholz oder Elfenbein, das 19 Zentimeter lang ist. An dessen Ende ist ein abnehmbarer Schallbecher aufgeschoben, die „Glocke“ lam pho-ng (ลำโพง). Es ist der Name einer Blume, deren trichterförmige Blüte mit dem Instrument verglichen wird. Der Metalltrichter hat einen Durchmesser von sieben bis acht Zentimeter. Das Mundstück besteht aus einem dünnen Metallröhrchen, an welches das jeweils aus zwei zusammengelegten Lamellen bestehende Doppelrohrblatt festgebunden ist. Wie bei den anderen thailändischen Oboen werden die insgesamt vier Streifen aus den Blättern einer Palme gefertigt. Die trotz ihrer vier Rohrblätter als Doppelrohrblattinstrument klassifizierte pi chanai hat sieben Grifflöcher an der Oberseite und ein Griffloch gegenüber dem ersten und zweiten Loch an der Unterseite für den Daumen. Die größte der thailändischen Kegeloboen ist die pi mon, deren hölzerne Spielröhre 50 Zentimeter misst. Hinzu kommt bei der pi mon ein 23 Zentimeter langer Schallbecher, dessen Durchmesser 10 Zentimeter beträgt.
Die hoch klingende pi chanai ist verwandt mit der wesentlich längeren (52 Zentimeter) und tiefer klingenden pi chawa, deren Herkunft über Indonesien sich aus dem Namen chawa, entsprechend Java ergibt. Die Stellung beider im Orchester ist ebenfalls ähnlich.
Die drei Kegeloboen sollten nicht mit der am weitesten verbreiteten pi nai  verwechselt werden, die mit den Instrumenten vom Surnai-Typ wenig zu tun hat, da es hier keine Trennung von Rohr- und Schallstück gibt. Die einteilige pi nai hat wie die kambodschanische sralai ein zylindrisches Holzrohr, das sich zur Mitte leicht bauchig wölbt.

## Spielweise
In der thailändischen höfischen Musik wird, ähnlich wie in Myanmar, zwischen einer klanglich leichten Mahori-Musik und der lauttönenden, im Freien gespielten Musik der Piphat-Orchester unterschieden. Für das mit Streichinstrumenten angefüllte Mahori-Ensemble sind die Oboen allgemein wegen ihres scharfen Klanges ungeeignet. Die pi chanai liefert gelegentlich anstelle der pi nai oder der pi chawa in den unterschiedlichen Piphat-Besetzungen einen konstanten Melodieton im ansonsten nur aus Schlaginstrumenten bestehenden Orchester.
Die Haupteinsatzgebiete der pi chanai sind wie früher feierliche Prozessionen und Beerdigungszeremonien, die vor großem Publikum auch vom Königshaus veranstaltet werden.